# Amastus aloniae
Amastus aloniae är en fjärilsart som beskrevs av William Schaus 1933. Amastus aloniae ingår i släktet Amastus och familjen björnspinnare. Inga underarter finns listade i Catalogue of Life.